# Odontomesa ferringtoni
Odontomesa ferringtoni är en tvåvingeart som beskrevs av Ole Anton Saether 1985. Odontomesa ferringtoni ingår i släktet Odontomesa och familjen fjädermyggor.
Artens utbredningsområde är Colorado. Inga underarter finns listade i Catalogue of Life.